# سلطاني (عملة)

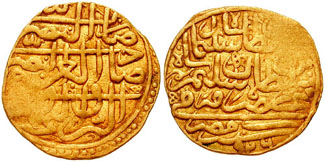
قطعة ذهبية لسليمان القانوني.

سلطاني (بالتركية: Sultani) هي نقدية قديمة في الإمبراطورية العثمانية. اليوم، يتم استعمالها في مجال المجوهرات كقطع تذكارية تقليدية عثمانية.

## أصل الكلمة
السلطاني، هي قطعة نقدية ذهبية تصدر باسم السلطان العثماني، وتسمى المحبوب كذلك في طرابلس والقاهرة والجزائر العاصمة.
كانت السلطاني عملة ذهبية عثمانية . تم سكها لأول مرة في عهد محمد الثاني (حكم 1451-1481) ، وتزن حوالي 3.45 جرامًا. السلطاني هي العملة الذهبية العثمانية الكلاسيكية المعروفة أيضًا باسم ألتين ("الذهب").

## التطور والتكافؤ
يساوي السلطاني 4 ريالات تونسية ونصف. في حوالي 1831، إرتفع إلى خمسة ريالات وسبعة أثمان الريال، وذلك في محلات تصريف العملات في تونس العاصمة. ووصل حتى 6.25 فرنك فرنسي في مرسيليا وفي بعض الأحيان 6.85 فرنك فرنسي.

السلطاني يمكن أن يقسم عبر قطعة نقدية تسمى «نصف محبوب» أو «نصف سلطاني»، وبالنسبة للأرباع، يوجد «ربع محبوب» أو «ربع سلطاني».

## مقالات ذات صلة
- ناصري (عملة)
- ريال تونسي